# Пеуенче

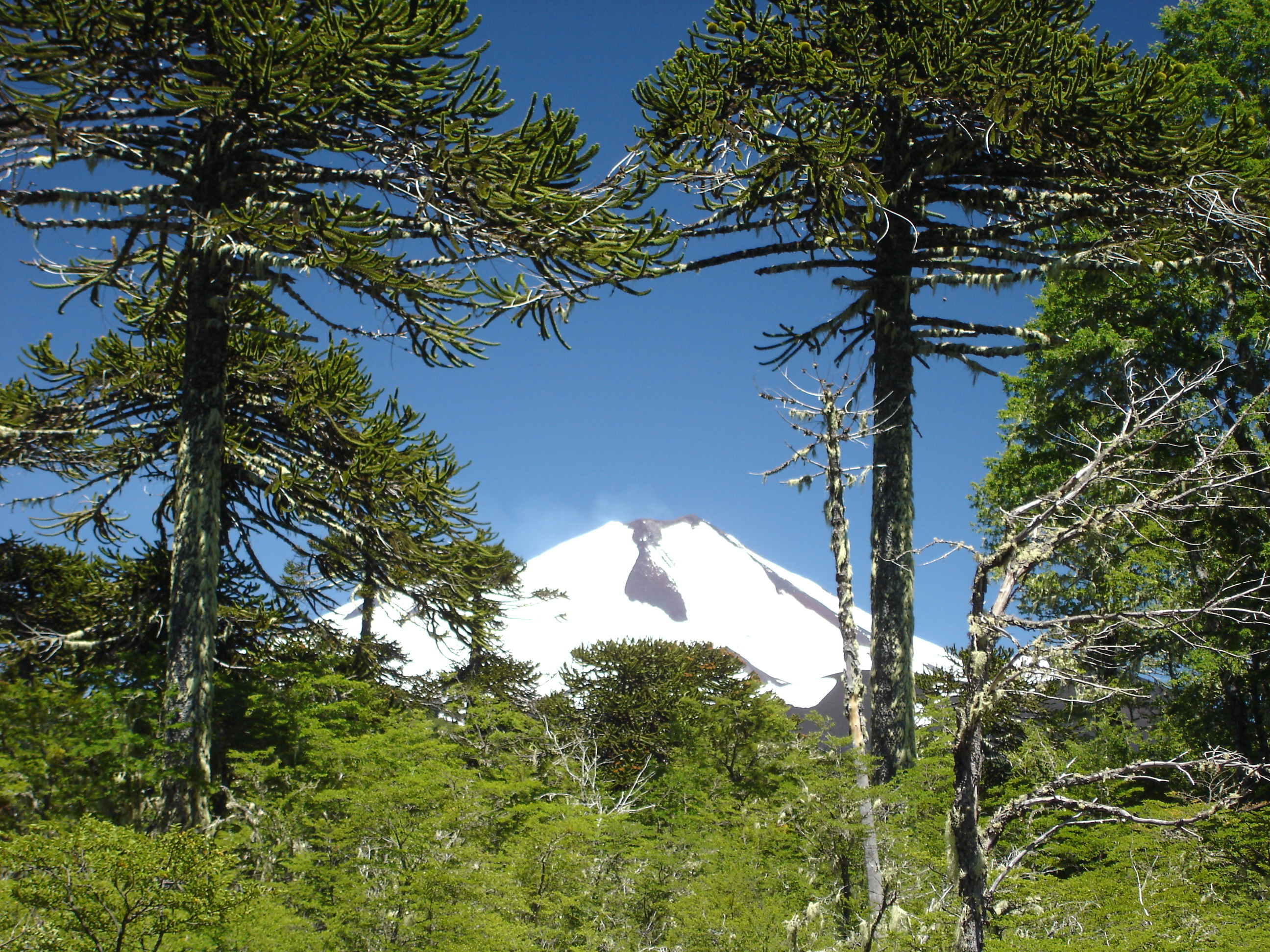

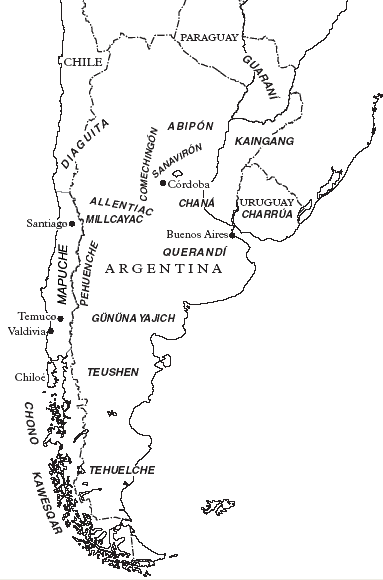

Пеуенче (ісп. pehuenches або pewenches, від арауканської «люди пеуена») — індіанський народ, частина групи мапуче, що мешкав в Андах, в центральній Чилі і Аргентині, відомий збором для харчування соснових і араукарієвих (pehuén арауканською) шишок.